# Daniel Suárez (piloto)
Daniel Alejandro Suárez Garza (Monterrey, Nuevo Léon, México; 7 de enero de 1992) es un piloto de automovilismo mexicano nacionalizado estadounidense. Actualmente compite en la NASCAR Cup Series para Trackhouse Racing Team en un Chevrolet con el número 99. 
En la temporada de 2016 se convierte en el primer no estadounidense en ganar un campeonato en una serie nacional de NASCAR. Actualmente es miembro de la Escudería Telmex.

## Carrera
En 2002, Daniel inicia su carrera en el karting. Será en 2007, cuando se consagra campeón en su clase. Durante este tiempo, también participó un Mundial de Rótax  y sostuvo algunos duelos con Esteban Gutiérrez. 
Cabe destacar que en 2007, también pasa a la categoría local de los “volchos”, en Monterrey, teniendo excelentes resultados. En 2008, participa en la categoría preliminar de NASCAR México, Mini-Stocks, donde fue el piloto más joven en ganar una carrera. En 2010, Suárez se une al Equipo Telcel Racing en la séptima fecha de la temporada de la NASCAR México Series. Pese a no correr toda la campaña, logra el título de Novato del Año. En 2011, participa en la Toyota All Stars en Irwindale Speedway, compitiendo contra los pilotos más destacados de las series regionales de NASCAR, finalizando en el puesto 11, siendo el mejor piloto de su país en el evento. En la NASCAR México acaba con tres poles y un podio, terminando noveno en la clasificación. A la vez, participó en 7 carreras de la NASCAR Pro Series East, donde logra 1 top-5 y 3 top 10, y en un par en la West, donde logra un top-10.
En 2012, alternó su actividad entre la NASCAR México Series y la NASCAR K&N Pro Series East. En México, lideró la mayor parte de la temporada y luchó hasta la última carrera por el título de la Toyota Series, sin embargo terminó en la tercera en el campeonato con dos victorias. Mientras en la K&N del Este, finalizó en la decimosexta posición en la clasificación general, logrando tres 3 top-10 en nueve carreras.
Suárez compitió toda la temporada de la K&N Pro Series East en 2013 conduciendo una Toyota para Max Siegel. Logró su primera victoria en la categoría en Columbus Motor Speedway, además sumó 4 segundos puestos, un tercero y un sexto, para terminar tercero en el campeonato. Mientras tanto, terminó subcampeón de la NASCAR Toyota Series, logrando 3 victorias y 5 podios en la temporada.

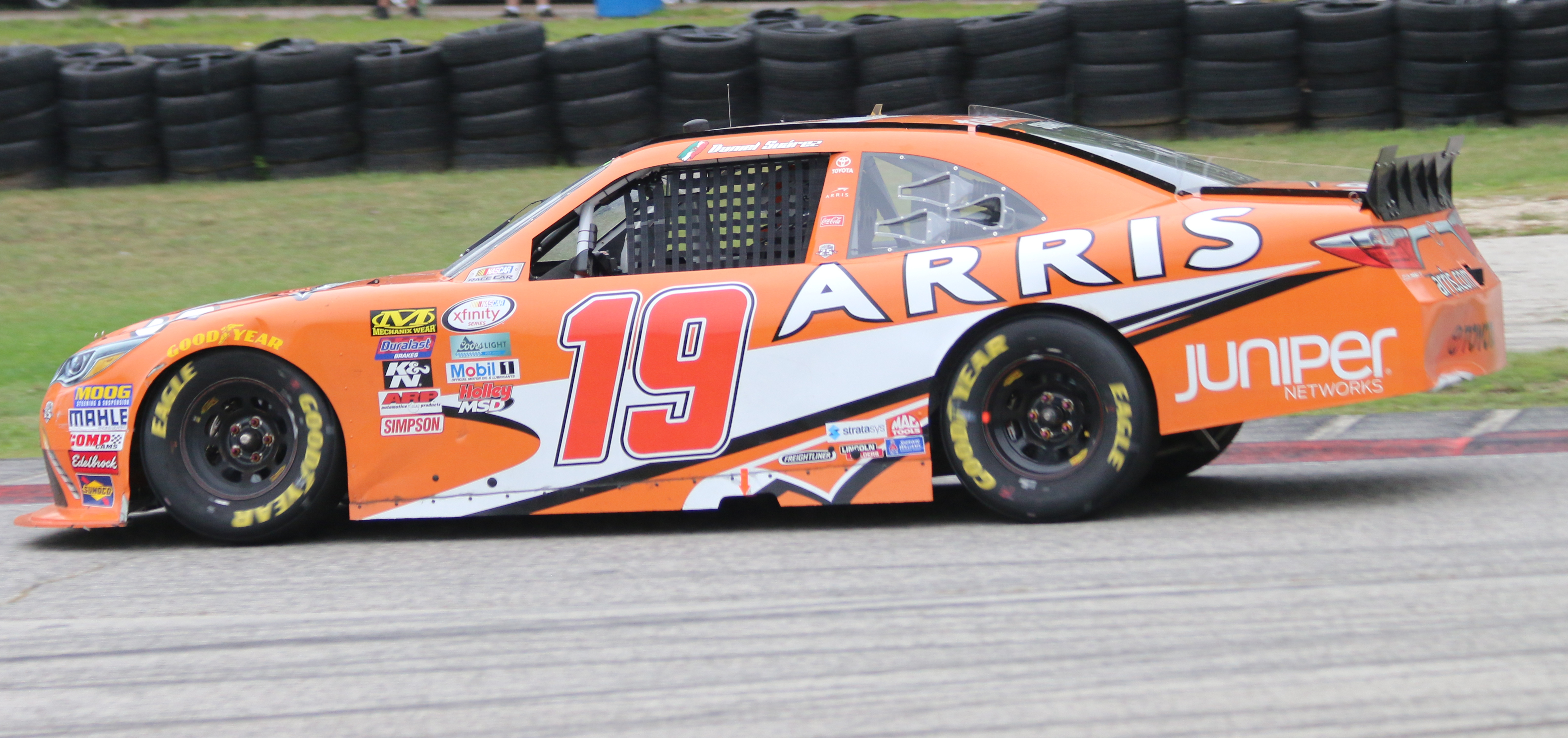
El #19 Toyota de Daniel Suárez en Road America en 2016

El piloto debutó en la NASCAR Nationwide Series en abril de 2014 con un Toyota de Joe Gibbs Racing, acabando 19.º. En 2015 corre en dicho equipo como piloto titular. El 4 de julio de 2015, ganó su primera pole position de la temporada en las 25 Millas de Daytona, para así, convertirse en el tercer mexicano en ganar una Pole Position en una serie nacional de NASCAR. Finalizó quinto en el campeonato, con un total de ocho top 5 en 33 carreras. Además, disputó 13 cerreras en la NASCAR Truck Series, logrando tres segundos puestos, tres cuartos y dos sextos.
En junio de 2016, Suárez triunfó en la carrera de la NASCAR Xfinity Series en Míchigan. Se convirtió en el primer mexicano y el sexto extranjero en triunfar en la divisional. Con esa victoria se clasificó en la postemporada de la Xfinity Series, donde logró dos victorias en Dover y en la fecha final de Homestead, de forma que se llevó el título de la Xfinity Series con un total de 19 top 5. Se convirtió en el primer piloto extranjero (fuera de los Estados Unidos) en ganar un título en una serie nacional de NASCAR. También, disputó un calendario parcial de 13 fechas en la NASCAR Truck Series, logrando una victoria en Phoenix y 3 top 5.
El sábado 19 de noviembre de 2016, en la última fecha del NASCAR Xfinity Series en el óvalo de 1.5 millas de Homestead-Miami, Suárez dominó la prueba y retomó el liderato faltando tan solo dos vueltas después del último reinicio de carrera, con lo cual se adueñó del serial con una escasa ventaja de dos puntos sobre Elliott Sadler. Daniel Suárez es el primer campeón no estadounidense que gana un campeonato de la NASCAR National Series Championship.
En el 2017 corrió su primera temporada en la Copa NASCAR con un Toyota del equipo Joe Gibbs. Logró un tercer lugar y 12 top 10 para terminar 20.º en la tabla general, sin llegar a la postemporada, y segundo en la tabla de Novato del Año, por detrás de Erik Jones. Al año siguiente, logró tres top 5 y 9 top 10, resultando 21º en el campeonato. 
En 2019, Suárez no siguió en Joe Gibbs, ya que fue reemplazado por Martin Truex Jr. El 7 de enero de 2019, Suárez unió Stewart-Haas Racing conduciendo el Ford Fusion número 41. Obtuvo cuatro llegadas entre los cinco primeros, quedando 17.º en el campeonato. A finales de 2019, SHR anunció que Daniel no seguiría en el coche 41, quedando como agente libre.
A inicios de 2020, Gaunt Brothers Racing anunció que Daniel sustituiría a Parker Kligerman en el Toyota Camry 96 patrocinado por Toyota Certified Vehicles, Coca-Cola, y COMMSCOPE (siendo esta la empresa que adquirió a ARRIS a finales de 2019, y siendo un patrocinador de Daniel desde que llegó a NASCAR en 2014s). En los Duels de Daytona se accidentó con Ryan Blaney y por ende no se clasificó a las 500 Millas de Daytona, ya que el equipo no tenía charter. En el resto de la temporada, logró dos 18° puestos como mejores resultados y finalizó 31° en la temporada.
En 2021 Suárez pasó al equipo Trackhouse, un equipo satélite de Richard Childress, conduciendo un Chevrolet Camaro. Logró un cuarto lugar en el óvalo de tierra de Bristol como mejor resultado, siendo uno de los cuatro top 10 que obtuvo en la temporada, finalizando 25° en el campeonato.

## Vida personal
Suárez reside en Huntersville, Carolina del Norte. Suárez está comprometido con Julia Piquet, hija del tricampeón mundial brasileño de Fórmula 1, Nelson Piquet.

## Cultura Popular
En 2017, Suárez prestó su voz al personaje de Daniel "Danny" Swérvez en la película de Pixar, Cars 3.
En 2019, Suárez hizo un cameo en la película Stuber.